# Upplands runinskrifter 167
Upplands runinskrifter 167 är en vikingatida runsten i Östra Ryds kyrka, Östra Ryds socken och Österåkers kommun. 
Runstenen fanns till slutet av 1600-talet i ett då rivet vapenhus, och låg sedan fram till 1924 som tröskelsten i kyrkans södra dörr, då den togs fram. Stenen är en av relativt få signerade av dem som förmodas vara gjorda av Fot. Den Gunne som stenen rests åt, antas vara den samme som låtit resa U 170 och U 171 över sin son, varav följer att dessa båda ristningar är äldre än denna.

## Inskriften
Translitterering av runraden:
× asur × lit × raisa × stain × a[t] × kuna × mak · sin × han × uas × broþiʀ × kuþlaukaʀ × fotr × risti × runaʀ × þasi ×
Normalisering till runsvenska:
Assurr let ræisa stæin at Gunna, mag sinn. Hann vas broðiʀ Guðlaugaʀ. Fotr risti runaʀ þessi.
Översättning till nusvenska:
Assur lät resa stenen efter Gunne, sin frände. Han var Gudlögs broder. Fot ristade dessa runor.